# Анаксарх
Анакса́рх Абде́рський — давньогрецький філософ, придворний Александра Македонського. Згідно Діогена Лаертського, розквіт його творчості припадає на 110 олімпіаду (340—337 рр. до н. е.). Є одним із тих філософів, які продовжували атомістичний напрям у філософії.

## Біографія
Постійно перебував у найближчому царському оточенні. Супроводжував Александра під час його східного походу, де отримав можливість побачити індійських мудреців. Його ворогом був Нікокреон, тиран острова Кіпр. Коли на одному зі святкувань Александр запитав Анаксарха, чи йому подобається частування, той відповів: «Все чудово, царю, тільки треба б ще подати голову одного сатрапа», цим він натякав на Нікокреона. Після смерті царя Александра, той жорстоко стратив Анаксарха. Але попри важкі тортури, Анаксарх промовив відомі слова: «Товчи, товчи Анаксархову шкуру — Анаксарха тобі не потовкти!».

## Філософські погляди
В дусі атомістичного вчення вважав, що існує не один, а нескінченна кількість світів. Заперечував існування критерію істинності, тобто заперечував людську здатність розрізняти істину від омани. Джерелом будь-якого знання вважав чуттєве сприйняття. Анаксарх був автором твору «Про царську владу», від якого збереглося два невеликих фрагменти. В одному із них він розмірковує про відносну цінність знання; мудрість визначається знанням «зручного моменту» її використання. В іншому мова йде про те, що багатство здобути важко, але ще важче його зберегти.